# Elecciones estaduales de Goiás de 1982
Las elecciones estatales en Goiás en 1982 tuvieron lugar el 15 de noviembre como parte de las elecciones generales en 23 estados brasileños y los territorios federales de Amapá y Roraima. Fueron elegidos la gobernadora Iris Rezende, el vicegobernador Onofre Quinan, el senador Mauro Borges; todos parte del Partido del Movimiento Democrático Brasileño (PMDB), 16 diputados federales y 40 diputados estatales, además de alcaldes, vicealcaldes y concejales. En ese momento no había dos vueltas en las elecciones mayoritarias y no había elección de alcalde en Goiânia y Anápolis . En la primera disputa directa por el cargo desde la victoria de Otávio Lage de la Unión Democrática Nacional (UDN) en 1965, el elegido fue el opositor Iris Rezende, que alcanzó el 66,72% de los votos, récord todavía vigente en Goiás.
En las elecciones para el Senado Federal , el PMDB y el PDS lanzaron candidatos en subleyenda con la victoria de Mauro Borges del PMDB, el partido que eligió a la mayor cantidad de diputados federales y estatales.
En 1982, se observaron el empate, la subleyenda, la prohibición de coaliciones partidarias y también fue la última elección donde los electores domiciliados en el Distrito Federal enviaron sus votos a Goiás a través de urnas especiales.
Fue la primera de cuatro victorias del PMDB para ganar el gobierno del estado, con el regreso de Iris Rezende al Palácio das Esmeraldas en 1990 .

## Candidatos

### Gobernador
| Gobernador                | Gobernador | Gobernador | Cargos anteriores               | Vicegobernador      | Vicegobernador | Vicegobernador | Nª |
| Candidato                 | Partido    | Partido    | Cargos anteriores               | Candidato           | Partido        | Partido        | Nª |
| ------------------------- | ---------- | ---------- | ------------------------------- | ------------------- | -------------- | -------------- | -- |
| Otávio Lage               |            | PDS        | Gobernador de Goiás (1966-1971) | Benedito Ferreira   |                | PDS            | 1  |
| Athos Magno Costa e Silva |            | PT         | Sin cargo político anterior     | Percival Coelho     |                | PT             | 3  |
| Paulo César Timm          |            | PDT        | Sin cargo político anterior     | Freimund Brockes Jr |                | PDT            | 2  |
| Iris Rezende              |            | PMDB       | Prefecto de Goiânia (1966-1969) | Onofre Quinan       |                | PMDB           | 5  |

#### Biografía del Gobernador Electo
Nacido en el interior del estado, Iris Rezende llegó a Goiânia a los 16 años y se convirtió en abogada después de graduarse en 1960 en la Universidad Federal de Goiás cuando ya era concejal en la capital del estado cuando ganó las elecciones de 1958 para el Partido Laborista Brasileño (PTB), llegando a la presidencia de la camará y temporalmente al ayuntamiento. Luego de cambiarse al Partido Social Democrático, fue electo diputado estatal y ocupó la presidencia de la legislatura cuando estalló el Régimen Militar de 1964 y fue derrocado el gobernador Mauro Borges. Elegido alcalde de Goiânia en 1965, fue destituido por el Acto Institucional Número Cinco el 17 de octubre de 1969 y sus derechos políticos fueron suspendidos por diez años, período dedicado al derecho y la agricultura. Pasado el tiempo de su castigo, se unió al Partido del Movimiento Democrático Brasileño (PMDB) y ganó las elecciones para el Palácio das Esmeraldas derrotando a tres opositores, en particular al ingeniero civil Otávio Lage (Partido Democrático Social), hasta entonces último gobernador electo por voto popular. Cabe destacar la investidura de Onofre Quinan en el gobierno tras la renuncia de Iris Rezende en 1986 para asumir el Ministerio de Agricultura en el Gobierno Sarney.

### Senador Federal
| Senador                      | Senador                               | Senador | Cargos anteriores               | Suplentes              | Suplentes | Suplentes | Nª |
| Candidato                    | Partido                               | Partido | Cargos anteriores               | Candidato              | Partido   | Partido   | Nª |
| ---------------------------- | ------------------------------------- | ------- | ------------------------------- | ---------------------- | --------- | --------- | -- |
| Rui Brasil Cavalcanti Júnior |                                       | PDS     | -                               | Antônio Paniago        |           | PDS       | 10 |
| Osires Teixeira              | Senador Federal por Goiás (1971-1979) | PDS     | Francisco da Silva Neto         | 11                     |           | PDS       |    |
| Athos Magno Costa e Silva    |                                       | PT      | Sin cargo político anterior     | Athos Pereira da Silva |           | PT        | 30 |
| Athos Magno Costa e Silva    | Onofre Alves de Souza                 | PT      | Sin cargo político anterior     |                        |           | PT        | 30 |
| Paulo César Timm             |                                       | PDT     | Sin cargo político anterior     | Elmo Hélcio Ferreira   |           | PDT       | 21 |
| Paulo César Timm             | Osvaldo Caetano de Souza              | PDT     | Sin cargo político anterior     |                        |           | PDT       | 21 |
| Mauro Borges                 |                                       | PMDB    | Gobernador de Goiás (1961-1964) | Derval de Paiva        |           | PMDB      | 50 |
| Lázaro Barbosa               | Senador Federal por Goiás (1975-1983) | PMDB    | Dinuamérico de Oliveira Neto    | 52                     |           | PMDB      |    |

## Resultados

### Gobernador
| Partido                   | Partido                   | Candidatos                | Votos     | %      |
| ------------------------- | ------------------------- | ------------------------- | --------- | ------ |
|                           | PMDB                      | Jader Barbalho            | 964.179   | 66,72  |
|                           | PDS                       | Oziel Carneiro            | 470.184   | 32,54  |
|                           | PT                        | Hélio Vieira Dourado      | 9.818     | 0,68   |
|                           | PDT                       | Paulo César Timm          | 7.214     | 0,74   |
|                           |                           |                           |           |        |
| Votos válidos             | Votos válidos             | Votos válidos             | 1.445.026 | 92,60  |
| Votos en blanco           | Votos en blanco           | Votos en blanco           | 82.324    | 5,28   |
| Votos nulos               | Votos nulos               | Votos nulos               | 33.070    | 2,12   |
| Total                     | Total                     | Total                     | 1.560.420 | 100,00 |
| Registrados/Participaciòn | Registrados/Participaciòn | Registrados/Participaciòn | 2.063.128 | 75,63  |

     Electo

### Senador Federal
| Partido                      | Partido                      | Candidatos                | Votos     | %      |
| ---------------------------- | ---------------------------- | ------------------------- | --------- | ------ |
|                              | Mauro Borges                 | Mauro Borges              | 599.601   | 43,31  |
| Lázaro Barbosa               | Lázaro Barbosa               | 313.109                   | 22,62     |        |
| PMDB                         | PMDB                         | PMDB                      | 912.710   | 65,93  |
|                              | Oziel Carneiro               | Oziel Carneiro            | 358.179   | 25,87  |
| Rui Brasil Cavalcanti Júnior | Rui Brasil Cavalcanti Júnior | 103.353                   | 7,47      |        |
| PDS                          | PDS                          | PDS                       | 461.532   | 33,34  |
|                              | PT                           | Paulo Augusto de Faria    | 9.341     | 0,68   |
|                              | PTB                          | José de Arimateia e Silva | 714       | 0,05   |
|                              |                              |                           |           |        |
| Votos válidos                | Votos válidos                | Votos válidos             | 937.174   | 85,21  |
| Votos en blanco              | Votos en blanco              | Votos en blanco           | 96.226    | 8,75   |
| Votos nulos                  | Votos nulos                  | Votos nulos               | 66.394    | 6,04   |
| Total                        | Total                        | Total                     | 1.560.420 | 100,00 |
| Registrados/Participaciòn    | Registrados/Participaciòn    | Registrados/Participaciòn | 2.063.128 | 75,63  |

     Electo

### Diputados federales electos
Los candidatos electos se enumeran con información adicional de la Cámara de Diputados.
| Diputados federales electos | Partido | Votos   | Ciudad de origen | Estado               |
| --------------------------- | ------- | ------- | ---------------- | -------------------- |
| Irapuan Costa Júnior        | PMDB    | 131.596 | Goiânia          | Goiás                |
| Ademar Santillo             | PMDB    | 117.775 | Ribeirão Preto   | São Paulo            |
| Iram Saraiva                | PMDB    | 112.184 | Goiânia          | Goiás                |
| José Freire                 | PMDB    | 82.715  | Arraias          | Tocantins            |
| Ibsen de Castro             | PDS     | 74.650  | Morrinhos        | Goiás                |
| Jaime Câmara                | PDS     | 74.398  | João Câmara      | Río Grande del Norte |
| Joaquim Roriz               | PMDB    | 66.601  | Luziânia         | Goiás                |
| Siqueira Campos             | PDS     | 62.951  | Crato            | Ceará                |
| Brasílio Caiado             | PDS     | 55.907  | Goiás            | Goiás                |
| Juarez Bernardes            | PMDB    | 52.088  | Planaltina       | Goiás                |
| João Divino                 | PMDB    | 50.848  | Goiânia          | Goiás                |
| Wolney Siqueira             | PDS     | 45.179  | Pirenópolis      | Goiás                |
| Fernando Cunha              | PMDB    | 44.269  | Itumbiara        | Goiás                |
| Iturival Nascimento         | PMDB    | 43.339  | Rio Verde        | Goiás                |
| Genésio de Barros           | PMDB    | 37.539  | Morrinhos        | Goiás                |
| Tobias Alves                | PMDB    | 36.105  | Miguelópolis     | São Paulo            |

#### Por Partido/Federación
| Nª                        | Partido                                            | Votos     | %      | Escaños | ±     |
| ------------------------- | -------------------------------------------------- | --------- | ------ | ------- | ----- |
| 5                         | Partido del Movimento Democrático Brasileño (PMDB) | 886.641   | 65,71  | 11      | 5     |
| 1                         | Partido Democrático Social (PDS)                   | 453.051   | 33,57  | 5       | 3     |
| 3                         | Partido de los Trabajadores (PT)                   | 9.100     | 0,67   | 0       | Nuevo |
| 2                         | Partido Democrático Laborista (PDT)                | 694       | 0,05   | 0       | Nuevo |
|                           |                                                    |           |        |         |       |
| Votos válidos             | Votos válidos                                      | 1.349.486 | 86,48  |         |       |
| Votos en blanco           | Votos en blanco                                    | 156.216   | 10,01  |         |       |
| Votos nulos               | Votos nulos                                        | 54.718    | 3,51   |         |       |
| Total                     | Total                                              | 1.560.420 | 100,00 | 16      | 2     |
| Registrados/Participación | Registrados/Participación                          | 2.063.128 | 75,63  |         |       |

### Diputados estatales electos
En la disputa por los 40 escaños de la Asamblea Legislativa de Goiás, el PMDB ganó 27 escaños contra 13 del PDS.
| Diputados federales electos    | Partido | Votos  | Ciudad de origen  | Estado       |
| ------------------------------ | ------- | ------ | ----------------- | ------------ |
| Daniel Antônio                 | PMDB    | 58.943 | Arapuá            | Minas Gerais |
| Moisés Abrão                   | PMDB    | 49.561 | Cumari            | Goiás        |
| João Natal                     | PMDB    | 27.129 | Macaúbas          | Bahía        |
| Aparecido Antônio de Paula     | PMDB    | 26.759 | Inhumas           | Goiás        |
| Radivair Miranda Machado       | PMDB    | 25.925 | Itumbiara         | Goiás        |
| Frederico Jaime Filho          | PMDB    | 25.224 | Pirenópolis       | Goiás        |
| Romualdo Santillo              | PMDB    | 25.051 | Ribeirão Preto    | São Paulo    |
| Valter Pereira Melo            | PMDB    | 24.617 | Jaraguá           | Goiás        |
| Maguito Vilela                 | PMDB    | 24.285 | Jataí             | Goiás        |
| José Elias Fernandes           | PMDB    | 23.074 | Guapó             | Goiás        |
| Francisco de Castro            | PMDB    | 22.522 | Jaraguá           | Goiás        |
| Walter José Rodrigues          | PMDB    | 22.324 | Luziânia          | Goiás        |
| Juarez Magalhães de Almeida    | PMDB    | 22.277 | Formosa           | Goiás        |
| Divino Nogueira Vargas         | PMDB    | 20.890 | Iporá             | Goiás        |
| Ivan Ornelas                   | PMDB    | 20.802 | Anápolis          | Goiás        |
| Milton Alves Ferreira          | PMDB    | 20.267 | Patos de Minas    | Minas Gerais |
| Jales Fontoura                 | PDS     | 20.079 | Goianésia         | Goiás        |
| Brito Miranda                  | PMDB    | 19.028 | Pedro Afonso      | Tocantins    |
| Wagner Guimarães Nascimento    | PMDB    | 18.723 | Rio Verde         | Goiás        |
| Tarzan de Castro               | PMDB    | 18.704 | Alto Araguaia     | Mato Grosso  |
| Pedro Canedo                   | PDS     | 18.690 | Anápolis          | Goiás        |
| Victor Ricardo de Araújo       | PMDB    | 18.354 | Tiros             | Minas Gerais |
| Totó Cavalcante                | PMDB    | 18.024 | Corrente          | Piauí        |
| Eurico Barbosa dos Santos      | PMDB    | 17.995 | Morrinhos         | Goiás        |
| Sérgio Ramos Caiado            | PDS     | 16.124 | Anápolis          | Goiás        |
| Mauro Campos Neto              | PMDB    | 16.084 | Araguari          | Minas Gerais |
| Ângelo Rosa Ribeiro            | PMDB    | 16.403 | Quirinópolis      | Goiás        |
| Manoel de Oliveira Mota        | PMDB    | 15.889 | Remanso           | Bahía        |
| José Denisson de Souza         | PDS     | 15.081 | Silvânia          | Goiás        |
| Heli Dourado                   | PDS     | 15.069 | Buritis           | Minas Gerais |
| Hagaús Araújo                  | PMDB    | 14.921 | Patos de Minas    | Minas Gerais |
| Ronaldo Jaime                  | PMDB    | 13.731 | Pirenópolis       | Goiás        |
| Turmim Azevedo                 | PDS     | 13.547 | Rio Verde         | Goiás        |
| Eurico Veloso do Carmo         | PDS     | 13.128 | Rio Verde         | Goiás        |
| Humberto Xavier                | PDS     | 12.874 | Quirinópolis      | Goiás        |
| Clarismar Fernandes dos Santos | PDS     | 12.824 | Goiânia           | Goiás        |
| Sílvio Paschoal                | PDS     | 12.328 | Catalão           | Goiás        |
| Oton Nascimento Júnior         | PDS     | 12.253 | Goiânia           | Goiás        |
| Mário Bezerra Cavalcante       | PDS     | 12.148 | Miracema do Norte | Tocantins    |
| Vilmar Rocha                   | PDS     | 11.808 | Niquelândia       | Goiás        |

#### Por Partido/Federación
| Nª                        | Partido                                            | Votos     | %      | Escaños | ±     |
| ------------------------- | -------------------------------------------------- | --------- | ------ | ------- | ----- |
| 5                         | Partido del Movimento Democrático Brasileño (PMDB) | 869.825   | 65,43  | 27      | 10    |
| 1                         | Partido Democrático Social (PDS)                   | 450.169   | 33,86  | 13      | 8     |
| 3                         | Partido de los Trabajadores (PT)                   | 8.746     | 0,66   | 0       | Nuevo |
| 2                         | Partido Democrático Laborista (PDT)                | 682       | 0,05   | 0       | Nuevo |
|                           |                                                    |           |        |         |       |
| Votos válidos             | Votos válidos                                      | 1.329.422 | 85,20  |         |       |
| Votos en blanco           | Votos en blanco                                    | 167.865   | 10,75  |         |       |
| Votos nulos               | Votos nulos                                        | 63.133    | 4,05   |         |       |
| Total                     | Total                                              | 1.560.420 | 100,00 | 40      | 2     |
| Registrados/Participación | Registrados/Participación                          | 2.063.128 | 75,63  |         |       |